# Sint-Pancratiuskerk (Diever)

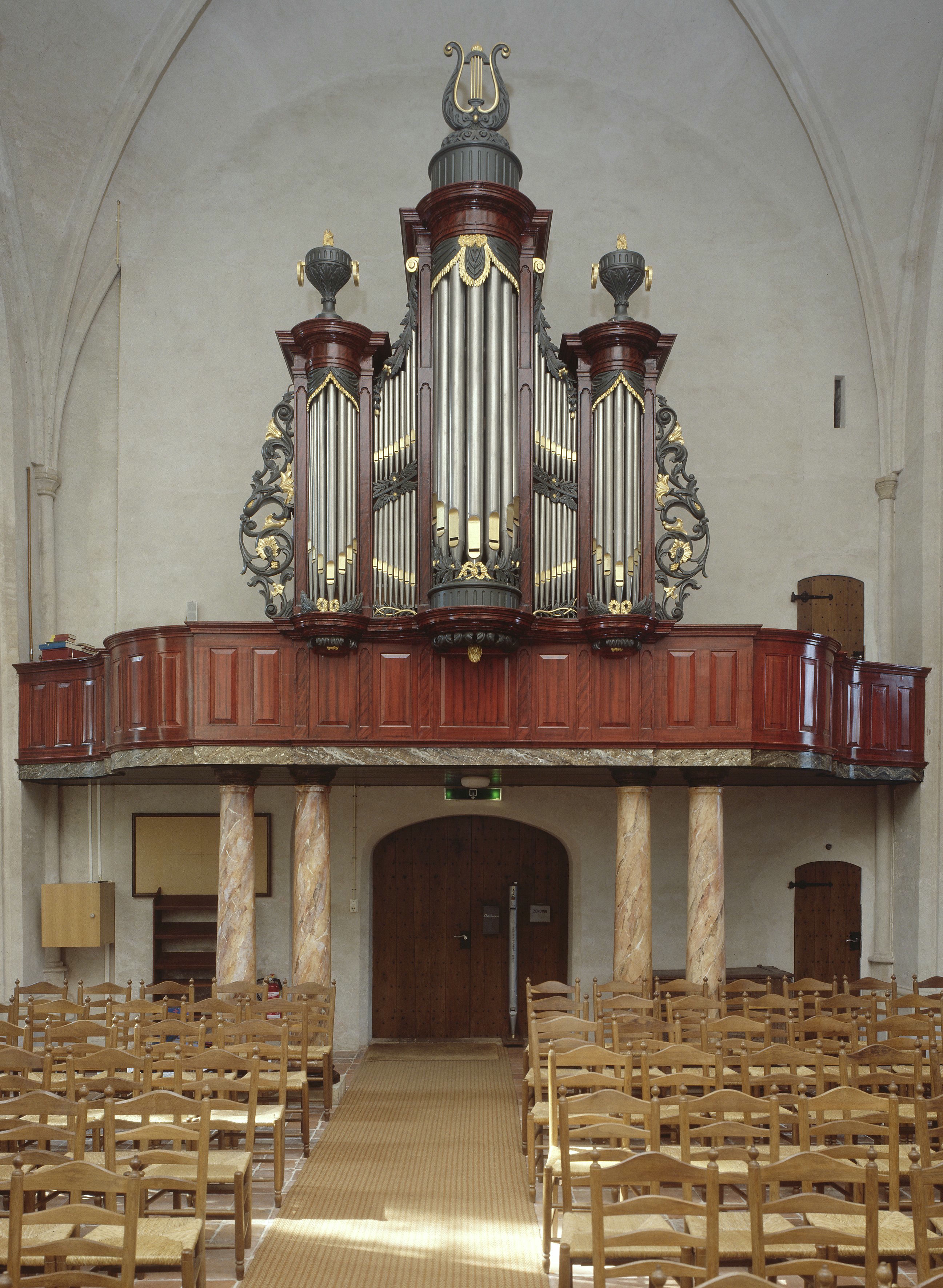
Het Van Oeckelen-orgel uit 1882

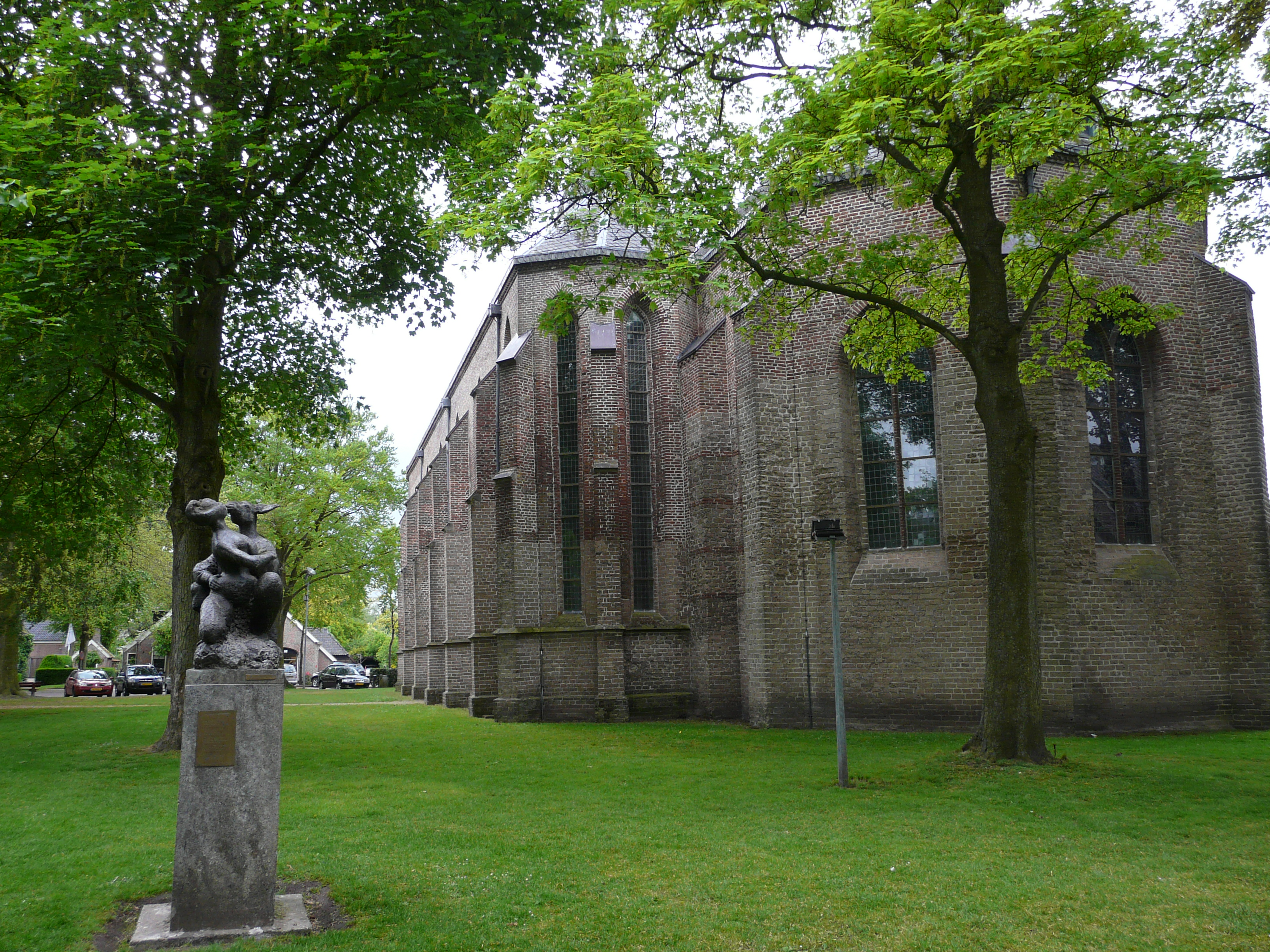

De Sint-Pancratiuskerk is een Nederlands-hervormde kerk gelegen aan de Brink in Diever. Ook wel de Kathedraal van Drenthe genoemd.

## Geschiedenis
De kerk bestond uit houten gebouwen een zogenaamde "zaalkerk". In de elfde of de twaalfde eeuw kwam er een tufstenen romaanse kerk met een rechtgesloten priesterkoor en een vrijstaande kerktoren. Later werd de kerk herbouwd van baksteen (kloostermoppen). De kerk had een rondgesloten koor en een aansluitende toren. In de 13de eeuw werd het rondgesloten koor vervangen door een gotisch veelhoekig koor en in de 16de eeuw volgden de zijbeuken in gotische stijl en daardoor werd de toren aan drie zijden ingesloten.
Tot 1598 was het een katholieke kerk, gewijd aan Sint-Pancratius. Er waren acht altaren. Het belangrijkste was het Sint-Pancrasaltaar. Verder waren er het Heilig Kruis, Sint-Antonius, Sint-Stefanus, het Heilig Sacrament, Sint-Maarten, Sint-Anna en Onze Lieve Vrouwe. De Mariakapel werd na de restauratie van 1959 ingericht als trouwkapel.
Het orgel van de orgelbouwers C.A. en A. van Oeckelen te Glimmen dateert uit 1882.